# Шенвіс
Шенвіс (нім. Schönwies) — громада округу Ландек у землі Тіроль, Австрія.
Шенвіс лежить на висоті 737 м над рівнем моря і займає площу 31,329 км². Громада налічує 1712 мешканців.
Густота населення 55/км².
|                                 |
| Шенвіс на мапі округу та землі. |

 Адреса управління громади: Dorf 20, 6491 Schönwies.